# 653 pr. n. št.

## Smrti
- Tantamani, faraon Egipta in kralj Kraljestva Kuš (* ni znano)